# 推理クイズ・私がほんもの!
『推理クイズ・私がほんもの!』（すいりクイズ・わたしがほんもの）は、1980年10月6日から1981年4月6日まで日本テレビ系列局で放送されていた日本テレビ製作のクイズ番組である。全26回。ロート製薬の一社提供。放送時間は毎週月曜 19:30 - 20:00 （日本標準時）。

## 概要
前番組『ほんものは誰だ!』のリニューアル版で、司会は引き続き土居まさるが、ナレーターは大山のぶ代が務めていた。内容は『ほんものは誰だ!』とほとんど同じだったが、この番組では芸能人だけでなく視聴者も解答者として参加できるようになり、日本テレビのロート製薬一社提供番組では初の視聴者参加型番組となった。
番組オープニングのセリフは「嘘か誠を推理で見分ける、私がほんもの!」で、のちに「推理クイズ・私がほんもの!」に変更された。ちなみに番組テーマ曲は、『ほんものは誰だ!』の初期に使われていた曲である（作曲：宇野正寛）。
この番組の最終回をもって、1973年2月から8年2か月間にわたって続いた『ほんもの』シリーズは幕を下ろした。番組終了から1年後の1982年には、同じく土居が司会を務める『エッ!うそーホント?』が同じく日本テレビ系列局で放送された。
この番組は基本的に月曜19:30枠で放送されていたが、福井放送・四国放送・南海放送の3局においては同時間帯に『人生ゲームハイ&ロー』（TBS）の同時ネットが行われていたことから、30分前倒しで先行ネットされていた。
広島テレビ放送では、第1回放送日の1980年10月6日は、当初本番組を上記各局と同時間帯の先行ネットとし、プロ野球広島東洋カープ対読売ジャイアンツ戦中継（対巨人戦ながらローカル放送）を19:30から放送した上で、『ルパン三世 (TV第2シリーズ)』最終回「さらば愛しきルパンよ」（福井放送・四国放送・南海放送は元々遅れネット）と『NTV紅白歌のベストテン』が後日の放送とする編成が組まれた（出典：中国新聞、1980年10月6日、テレビ・ラジオ欄）。しかし試合は雨天中止となったため3番組とも同時ネットで放送された。

## ルール
出場者は、毎回異なるテーマに沿った2人1組の一般解答者が3組。さらに、一般解答者の目安となる芸能人解答者が3人いた。メンバーはレギュラーの桂小金治と、男性ゲスト・女性ゲストがそれぞれ1人ずつだったが、小金治が都合で来られない時には春風亭小朝が代役を務めた。
クイズは全部で4問。1問目と2問目には一般人が登場。まず芸能人解答者が第1印象スイッチを押した後、制限時間内に3人（うち1人が本物。以後同じ）に様々な質問をする。時間が来たら、一般解答者も1チームにつき1問質問する。そして芸能人解答者が本物だと思う人のスイッチを押し、それを見て一般解答者もスイッチを押す。最後は本物が立ち、正解発表となる（この後、偽者の正体も明らかにする）。
3問目には芸能人が登場。最初は第1印象スイッチを押さず、土居が3人の芸能人に質問する。以後は同じ（ただし、偽者の正体は明かさない）。
4問目は1&2問目と同じ一般人からの問題だが、芸能人解答者の質問は1人につき1問。それ以外は1&2問目と同じ。
一般解答者の賞金は、1問正解 - 3問正解時には正解数×2万円。そしてパーフェクトを達成すると、解答者席上に吊るされていたくす玉が割られ、賞金10万円＋海外旅行が贈られた。手違いでパーフェクトを達成していなかったチームのくす玉が割られてしまい、土居がおわびしたことがあった。

## 放送リスト
（参考：『朝日新聞 縮刷版』朝日新聞社、1980年10月6日 - 1981年4月6日。ラジオ・テレビ欄）
| 回                 | 放送日         | テーマまたはサブタイトル        |
| ------------------ | -------------- | ------------------------------- |
| 1                  | 1980年 10月6日 | ミスキャンパス特集              |
| （10月13日は休止） |                |                                 |
| 2                  | 10月20日       | 人気番組対抗戦                  |
| 3                  | 10月27日       | 新婚特集                        |
| 4                  | 11月3日        | 女子野球特集                    |
| 5                  | 11月10日       | 忍者30メートルを飛び降りる?!    |
| 6                  | 11月17日       | カモメショー                    |
| 7                  | 11月24日       | ミスボディー・ビルNo.1          |
| 8                  | 12月1日        | 全校2000人中 女高生1人          |
| 9                  | 12月8日        | デパート美女特集                |
| 10                 | 12月15日       | 少年サッカー特集                |
| 11                 | 12月22日       | 町の商店街特集                  |
| 12                 | 12月29日       | 親子三代特集                    |
| 13                 | 1981年 1月5日  | お正月タレント特集              |
| 14                 | 1月12日        | おめでとう成人式                |
| 15                 | 1月19日        | 同姓同名特集                    |
| 16                 | 1月26日        | 双子特集                        |
| 17                 | 2月2日         | 声色名人特集                    |
| 18                 | 2月9日         | 便利!?不便!?2階建てエレベーター |
| 19                 | 2月16日        | （不明）                        |
| 20                 | 2月23日        | 金田投手ダーツに挑戦            |
| 21                 | 3月2日         | 衝撃の絵画贋作タレント          |
| 22                 | 3月9日         | 長い髪世界一                    |
| 23                 | 3月16日        | 青い目の大道芸人                |
| 24                 | 3月23日        | ド迫力!!時代劇仕掛け小道具名人  |
| 25                 | 3月30日        | 魚で作る大鷲の剥製              |
| 26                 | 4月6日         | 珍妙・ニセ坊主のお経            |

- 第2回の「人気番組対抗戦」に出演した番組と出演者は次の通り。
  - 『太陽にほえろ!』：山下真司（スニーカー役）、木之元亮（ロッキー役）
  - 『NTV紅白歌のベストテン』：徳光和夫（当時日本テレビアナウンサー。「ベストテン本部」担当）、榊原郁恵（紅組キャプテン）
  - 『黄土の嵐』：井上純一（安公子役）、森田理恵（王鳳役）